# Hier irrt Goethe

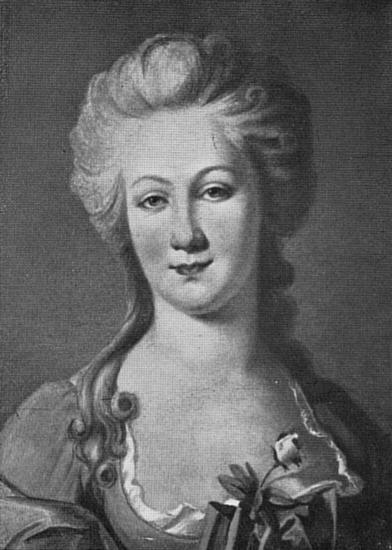
Lili Schönemann

Hier irrt Goethe ist ein geflügeltes Wort, das lange Zeit dem Philologen Heinrich Düntzer zugeschrieben wurde. Es dient als Beispiel für akademische Besserwisserei.

## Herkunft
Heinrich Düntzer kommentierte in seiner Ausgabe der Gespräche Goethes mit Eckermann (Leipzig 1885) dessen Feststellung (vom 5. März 1830), seine „erste und letzte“ Liebe sei Lili Schönemann gewesen, mit der Anmerkung (S. 283): „Auch dies konnte Goethe nicht mit Recht behaupten.“ In seinem Kommentar zu Die natürliche Tochter von Goethe (Jena 1859) bemerkte er (S. 16): „Das ist irrig“.
Daraus entstand – wann und wie auch immer – das besagte Diktum, vermutlich in Germanistenkreisen um 1900. Heinrich Düntzers akribische Hinweise und Bemerkungen zu Goethe waren bekannt, auch finden sich in seinen Schriften wortähnliche Formulierungen („irren“, „irrig“, „Irrthum“ etc.). Die Wendung ging in die Allgemeinsprache über und wurde, wie heute, auch ohne Bezug zu Goethe gebraucht. 1932 wurde sie als Titel für eine Theaterrevue gewählt: Hier irrt Goethe! 1937 erschien das gleichnamige Buch von Hanns Braun mit einer Sammlung literarischer Anachronismen; in der „Vorbemerkung“ erörtert Braun die Herkunftsfrage, offen lassend, wer das Wort so geprägt haben könnte.

## Lili Schönemann
Lili Schönemann lernte Goethe bei einem Hauskonzert kennen und verlobte sich im Frühjahr 1775 mit ihr. Das Verlöbnis wurde schon nach einem halben Jahr wieder gelöst, denn die Elternhäuser standen der Verbindung ablehnend gegenüber, und Goethe selbst empfand Lili bald als Einengung seiner Lebensplanung. Dennoch konnte er sie zeitlebens nicht vergessen.